# Firestone Grand Prix of St. Petersburg
Firestone Grand Prix of St. Petersburg (no Brasil: Grande Prêmio de São Petersburgo) é disputado nas ruas da cidade de São Petersburgo, no estado da Flórida, Estados Unidos.
A prova teve sua primeira edição na Champ Car em 2003, com a vitória do canadense Paul Tracy. A prova não foi realizada em 2004, que voltou a ser disputada em 2005, na IRL e na Indy Pro Series. A prova também fez parte do calendário da American Le Mans Series(ALMS).

Mapa do GP de São Petersburgo

## Vencedores

### Champ Car / IndyCar Series
| Ano              | Data             | Vencedor           | Equipe                     | Chassis          | Motor            | Detalhes         |
| CART / Champ Car | CART / Champ Car | CART / Champ Car   | CART / Champ Car           | CART / Champ Car | CART / Champ Car | CART / Champ Car |
| ---------------- | ---------------- | ------------------ | -------------------------- | ---------------- | ---------------- | ---------------- |
| 2003             | 23 de fevereiro  | Paul Tracy         | Forsythe                   | Lola             | Ford-Cosworth    | Detalhes         |
| IndyCar Series   |                  |                    |                            |                  |                  |                  |
| 2005             | 3 de abril       | Dan Wheldon        | Andretti-Green             | Dallara          | Honda            | Detalhes         |
| 2006             | 2 de abril       | Hélio Castroneves  | Penske                     | Dallara          | Honda            | Detalhes         |
| 2007             | 1 de abril       | Hélio Castroneves  | Penske                     | Dallara          | Honda            | Detalhes         |
| 2008             | 6 de abril       | Graham Rahal       | Newman/Haas/Lanigan Racing | Dallara          | Honda            | Detalhes         |
| 2009             | 5 de abril       | Ryan Briscoe       | Penske                     | Dallara          | Honda            | Detalhes         |
| 2010             | 28 de março      | Will Power         | Penske                     | Dallara          | Honda            | Detalhes         |
| 2011             | 27 de março      | Dario Franchitti   | Chip Ganassi               | Dallara          | Honda            | Detalhes         |
| 2012             | 25 de março      | Helio Castroneves  | Penske                     | Dallara          | Chevrolet        | Detalhes         |
| 2013             | 24 de março      | James Hinchcliffe  | Andretti Autosport         | Dallara          | Chevrolet        | Detalhes         |
| 2014             | 30 de março      | Will Power         | Penske                     | Dallara          | Chevrolet        | Detalhes         |
| 2015             | 29 de março      | Juan Pablo Montoya | Penske                     | Dallara          | Chevrolet        | Detalhes         |
| 2016             | 29 de março      | Juan Pablo Montoya | Penske                     | Dallara          | Chevrolet        | Detalhes         |
| 2017             | 29 de março      | Sébastien Bourdais | Dale Coyne Racing          | Dallara          | Honda            | Detalhes         |
| 2018             | 29 de março      | Sébastien Bourdais | Dale Coyne Racing          | Dallara          | Honda            | Detalhes         |
| 2019             | 29 de março      | Josef Newgarden    | Team Penske                | Dallara          | Chevrolet        | Detalhes         |
| 2020             | 25 de outubro    | Josef Newgarden    | Team Penske                | Dallara          | Chevrolet        | Detalhes         |
| 2021             | 25 de abril      | Colton Herta       | Andretti Autosport         | Dallara          | Honda            | Detalhes         |
| 2022             | 27 de fevereiro  | Scott McLaughlin   | Team Penske                | Dallara          | Chevrolet        | Detalhes         |
| 2023             | 5 de março       | Marcus Ericsson    | Chip Ganassi Racing        | Dallara          | Honda            | Detalhes         |
| 2024             | 10 de março      | Josef Newgarden    | Team Penske                | Dallara          | Chevrolet        | Detalhes         |

### Indy Lights
| Ano             | Data                                              | Vencedor                                          | Chassis                                           | Motor                                             |
| Indy Pro Séries | Indy Pro Séries                                   | Indy Pro Séries                                   | Indy Pro Séries                                   | Indy Pro Séries                                   |
| --------------- | ------------------------------------------------- | ------------------------------------------------- | ------------------------------------------------- | ------------------------------------------------- |
| 2005            | 3 de abril                                        | Marco Andretti                                    | Dallara                                           | Infiniti                                          |
| 2006            | 1 de abril                                        | Gabriel Polizelli de souza                        | Dallara                                           | Infiniti                                          |
| 2006            | 2 de abril                                        | Raphael Matos                                     | Dallara                                           | Infiniti                                          |
| 2007            | 31 de março                                       | Alex Lloyd                                        | Dallara                                           | Infiniti                                          |
| 2007            | 1 de abril                                        | Alex Lloyd                                        | Dallara                                           | Infiniti                                          |
| Indy Lights     |                                                   |                                                   |                                                   |                                                   |
| 2008            | 5 de abril                                        | Raphael Matos                                     | Dallara                                           | Infiniti                                          |
| 2008            | 6 de abril                                        | Richard Antinucci                                 | Dallara                                           | Infiniti                                          |
| 2009            | 5 de abril                                        | Junior Strous                                     | Dallara                                           | Infiniti                                          |
| 2009            | 6 de abril                                        | Junior Strous                                     | Dallara                                           | Infiniti                                          |
| 2010            | 28 de março                                       | Jean Karl Vernay                                  | Dallara                                           | Infiniti                                          |
| 2011            | 27 de março                                       | Josef Newgarden                                   | Dallara                                           | Honda                                             |
| 2012            | 24 de março                                       | Tristan Vautier                                   | Dallara                                           | Honda                                             |
| 2013            | 23 de março                                       | Jack Hawksworth                                   | Dallara                                           | Honda                                             |
| 2014            | 30 de março                                       | Zach Veach                                        | Dallara                                           | Honda                                             |
| 2015            | 28 de março                                       | Ed Jones                                          | Dallara                                           | Mazda                                             |
| 2015            | 29 de março                                       | Ed Jones                                          | Dallara                                           | Mazda                                             |
| 2016            | 12 março                                          | Felix Serralles                                   | Dallara                                           | Mazda                                             |
| 2016            | 13 março                                          | Felix Rosenqvist                                  | Dallara                                           | Mazda                                             |
| 2017            | 11 março                                          | Aaron Telitz                                      | Dallara                                           | Mazda                                             |
| 2017            | 12 março                                          | Colton Herta                                      | Dallara                                           | Mazda                                             |
| 2018            | 10 março                                          | Patricio O'Ward                                   | Dallara                                           | Mazda                                             |
| 2018            | 11 março                                          | Santiago Urrutia                                  | Dallara                                           | Mazda                                             |
| 2019            | 9 março                                           | Zachary Claman                                    | Dallara                                           | AER                                               |
| 2019            | 10 março                                          | Rinus Veekay                                      | Dallara                                           | AER                                               |
| 2020            | Temporada cancelada devido à pandemia de COVID-19 | Temporada cancelada devido à pandemia de COVID-19 | Temporada cancelada devido à pandemia de COVID-19 | Temporada cancelada devido à pandemia de COVID-19 |
| 2021            | 24 abril                                          | Kyle Kirkwood                                     | Dallara                                           | AER                                               |
| 2021            | 25 abril                                          | David Malukas                                     | Dallara                                           | AER                                               |
| 2022            | 27 fevereiro                                      | Matthew Brabham                                   | Dallara                                           | AER                                               |
| Indy NXT        |                                                   |                                                   |                                                   |                                                   |
| 2023            | 5 março                                           | Danial Frost                                      | Dallara                                           | AER                                               |
| 2024            | 10 março                                          | Nolan Siegel                                      | Dallara                                           | AER                                               |

### American Le Mans Series
| Ano  | LMP1                         | LMP2                        | GT1                          | GT2                            |
| ---- | ---------------------------- | --------------------------- | ---------------------------- | ------------------------------ |
| 2007 | #1 Audi Sport North America  | #6 Penske Racing            | #4 Corvette Racing           | #62 Risi Competizione          |
| 2007 | Rinaldo Capello Allan McNish | Sascha Maassen Ryan Briscoe | Oliver Gavin Olivier Beretta | Mika Salo Jaime Melo           |
| 2008 | #2 Audi Sport North America  | #7 Penske Racing            | #4 Corvette Racing           | #71 Tafel Racing               |
| 2008 | Marco Werner Lucas Luhr      | Timo Bernhard Romain Dumas  | Olivier Beretta Oliver Gavin | Dominik Farnbacher Dirk Müller |
| 2009 | #9 Patrón Highcroft Racing   | #15 Lowe's Fernández Racing | sem participantes            | #45 Flying Lizard Motorsports  |
| 2009 | David Brabham Scott Sharp    | Adrian Fernández Luis Díaz  | sem participantes            | Patrick Long Jörg Bergmeister  |

### SCCA Trans-Am
- 1985 - Willy T. Ribbs
- 1986 - Pete Halsmer
- 1987 - Scott Pruett
- 1988 - Walter Röhrl
- 1989 - Irv Hoerr
- 1990 - Chris Kneifel
- 1996 - Ron Fellows
- 1997 - Tommy Kendall
- 2003 - Scott Pruett

### IMSA (fairgrounds)
- 1989 - Price Cobb
- 1990 - James Weaver